# Spilogona nigrifemur
Spilogona nigrifemur är en tvåvingeart som först beskrevs av Malloch 1924.  Spilogona nigrifemur ingår i släktet Spilogona och familjen husflugor. Inga underarter finns listade i Catalogue of Life.